# PP-91 KEDR
Le PP-91 KEDR est un pistolet mitrailleur 9 mm développé dans les années 1970, et utilisé depuis 1994 par le ministère de l'intérieur russe. Un PP91 apparaît dans le film Hitman.

## Historiques
Le PP-91 a été dessiné par Ievgueni Dragounov (à l'origine du célèbre SVD) en tant que pistolet mitrailleur avec sélecteur de tir.

## Variantes
- PP-71 (ПП-71) - Prototype développé pour le ministère de la Défense russe, testé entre 1969 et 1972, n'ayant abouti à aucune production.
- .PP-91-01 "KEDR-B" (ПП-91-01 «Кедр-Б») Silencieux intégré, chambré en 9x18 PM
- PP-9 "Klin" (ПП-9 "Клин") Chambré en 9x18 PMM, produit entre 1996 et 2002 pour les besoins du Ministère de l'intérieur. Plus puissant mais plus lourd, son canon est rayé.
- PP-919 "Kedr-2" (ПП-919 "Кедр-2") Développé entre 1994 et 1996 pour être chambré en 9 × 19 mm Parabellum. Trois exemplaires produits.
- PKSK (ПКСК) Modèle semi-automatique chambré en 9x17mm destiné à la sécurité privée. Chargeur de 10 coups. Quelques exemplaires produits depuis avril 1998.
- KMO-9 "Korsak" (КМО-9 "Корсак") Prototype semi-automatique au canon rallongé et chambré en 9x21mm. Destiné à l'usage civil: sport de tir, chasse ou apprentissage/d'entrainement au tir.
- PST "Corporal" (ПСТ "Капрал") Version semi-automatique pour la sécurité privée. Chambrée en 9x23mm, magasin de 10 cartouches.
- PDT-9T "Yesaul" (ПДТ-9Т "Есаул") Version semi-automatique destiné à un usage non létal. Disponible depuis 2005.
- "Yesaul-2" ("Есаул-2") - a prototype full-idem, mais chargeur de 20 cartouches.
- PDT-13T "Yesaul-3" (ПДТ-13Т "Есаул-3") version semi-automatique chambrée en .45 Rubber, à usage non létal. Chargeur de 10 coups. Conçu en 2009.